# Stenophiloscia zosterae
Stenophiloscia zosterae is een pissebed uit de familie Halophilosciidae. De wetenschappelijke naam van de soort is voor het eerst geldig gepubliceerd in 1928 door Karl Wilhelm Verhoeff.